# Іст-Нантміл Тауншип (округ Честер, Пенсільванія)
Іст-Нантміл Тауншип (англ. East Nantmeal Township) — селище (англ. township) в США, в окрузі Честер штату Пенсільванія. Населення — 1832 особи (2020).

## Демографія
Згідно з переписом 2010 року, у селищі мешкали 1803 особи в 598 домогосподарствах у складі 466 родин. Було 652 помешкання
Расовий склад населення:
| - 97,4 % — білих - 0,8 % — чорних або афроамериканців - 0,7 % — азіатів - 0,1 % — корінних американців |

До двох чи більше рас належало 0,7 %. Частка іспаномовних становила 1,9 % від усіх жителів.
За віковим діапазоном населення розподілялося таким чином: 22,6 % — особи молодші 18 років, 64,0 % — особи у віці 18—64 років, 13,4 % — особи у віці 65 років та старші. Медіана віку мешканця становила 45,4 року. На 100 осіб жіночої статі у селищі припадало 95,3 чоловіків;  на 100 жінок у віці від 18 років та старших — 90,5 чоловіків також старших 18 років.
Середній дохід на одне домашнє господарство  становив 145 575 доларів США (медіана — 106 563), а середній дохід на одну сім'ю — 164 992 долари (медіана — 125 972). Медіана доходів становила 76 103 долари для чоловіків та 54 375 доларів для жінок. За межею бідності перебувало 7,5 % осіб, у тому числі 1,7 % дітей у віці до 18 років та 2,9 % осіб у віці 65 років та старших.
Цивільне працевлаштоване населення становило 910 осіб. Основні галузі зайнятості: освіта, охорона здоров'я та соціальна допомога — 20,8 %, науковці, спеціалісти, менеджери — 15,1 %, виробництво — 12,5 %, будівництво — 10,2 %.